# Liste der Monuments historiques in Parfondrupt
Die Liste der Monuments historiques in Parfondrupt führt die Monuments historiques in der französischen Gemeinde Parfondrupt auf.

## Liste der Objekte
| Bezeichnung              | Beschreibung                                        | Standort                       | Kennzeichnung | Schutzstatus | Datum | Bild |
| ------------------------ | --------------------------------------------------- | ------------------------------ | ------------- | ------------ | ----- | ---- |
| Skulptur Heiliger Martin | Holz, farbig gefasst und vergoldet, 18. Jahrhundert | in der Kirche St-Martin (Lage) | PM55002198    | Inscrit      | 2000  |      |